# Předboř (zámek)
Zámek Předboř je jednoduchá dvoupatrová barokní budova postavená kolem roku 1762 na místě původní tvrze. Nachází se na západním okraji vesnice Předboř, části Strančic, v okrese Praha-východ.
K zámku přiléhá větší čtvercový dvůr s několika hospodářskými budovami. Všechny budovy včetně zámku jsou ve špatném, téměř havarijním stavu.

## Další fotografie

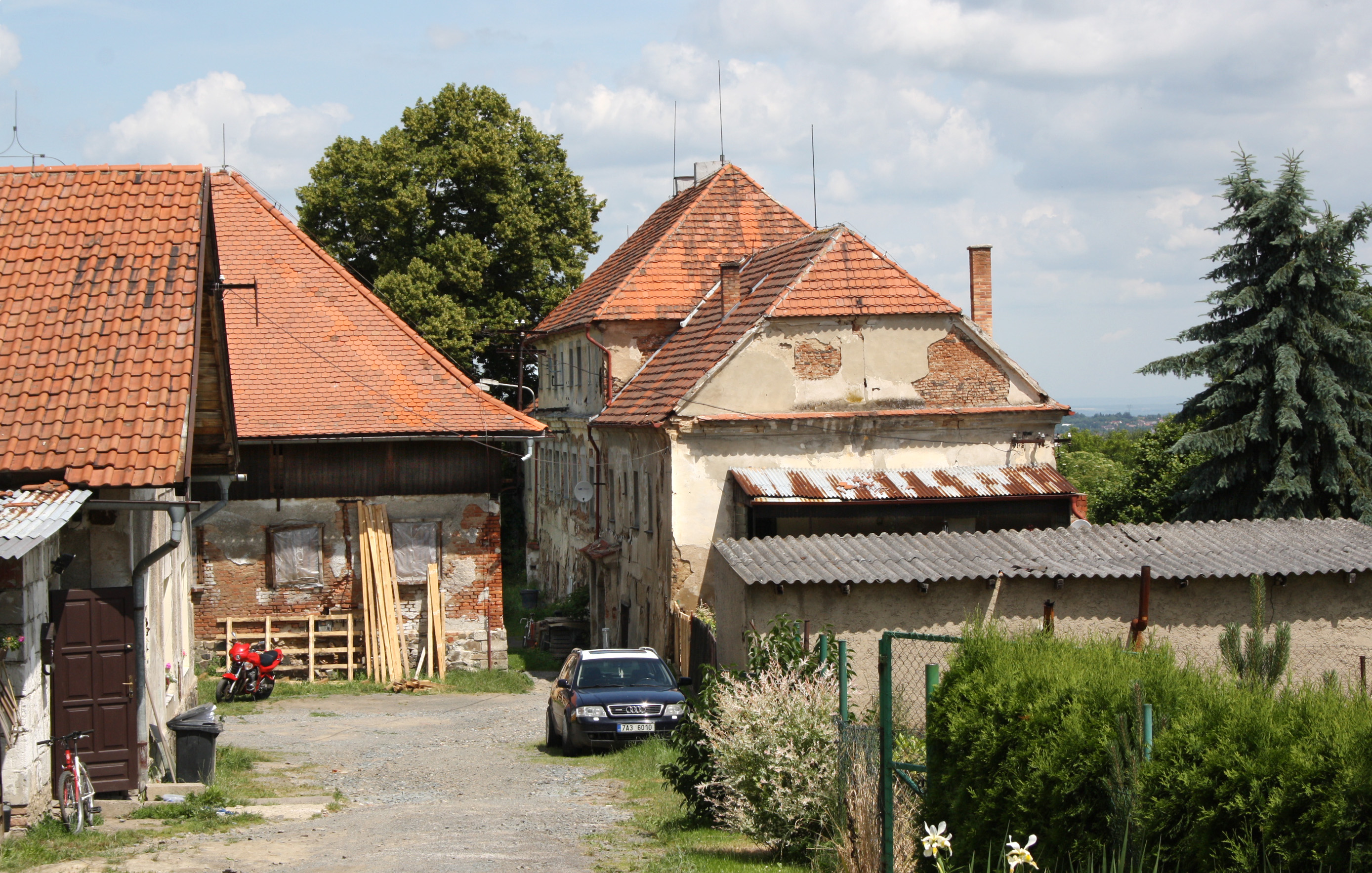
Zámek od jihu
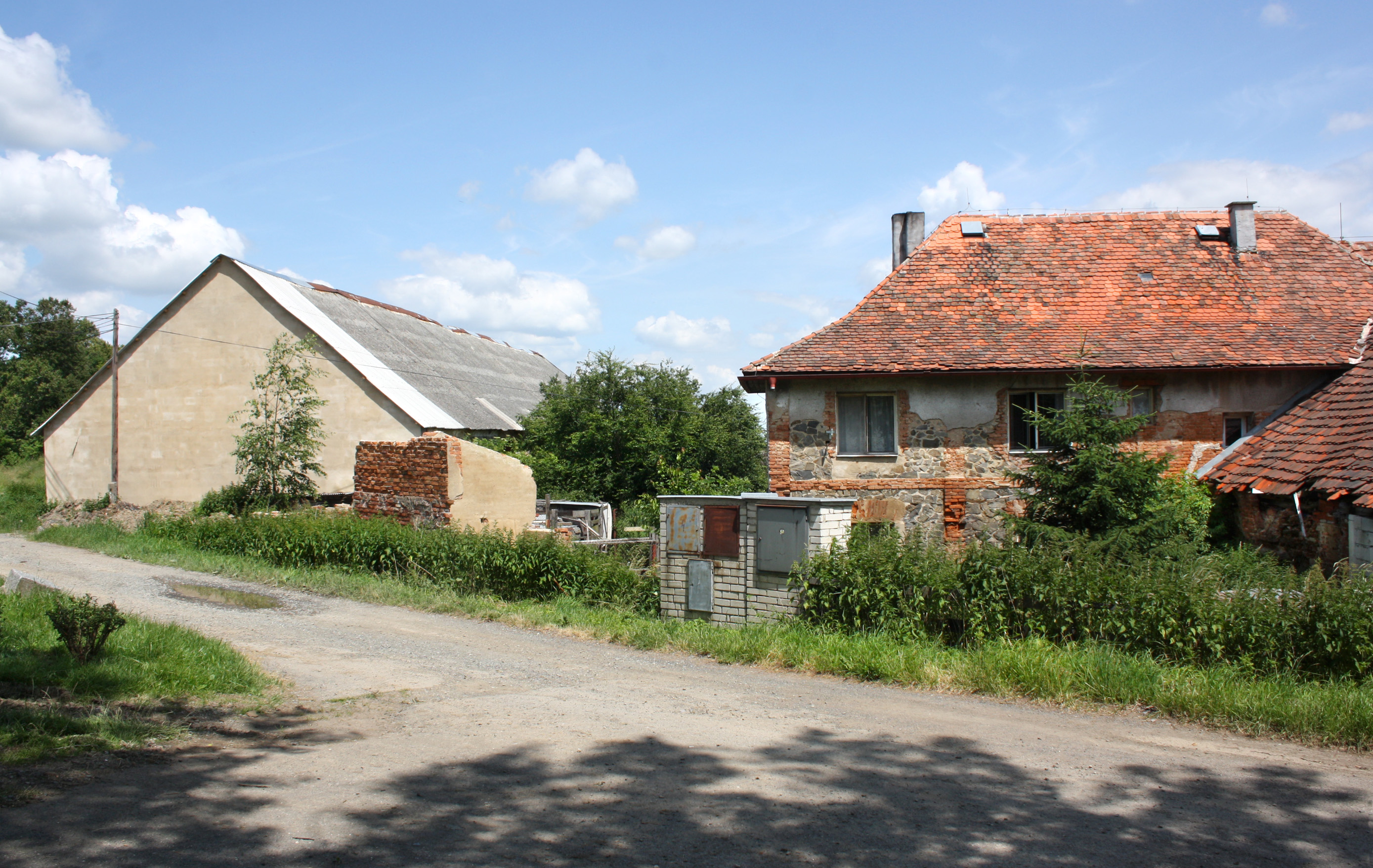
Rozpadající se hospodářské budovy
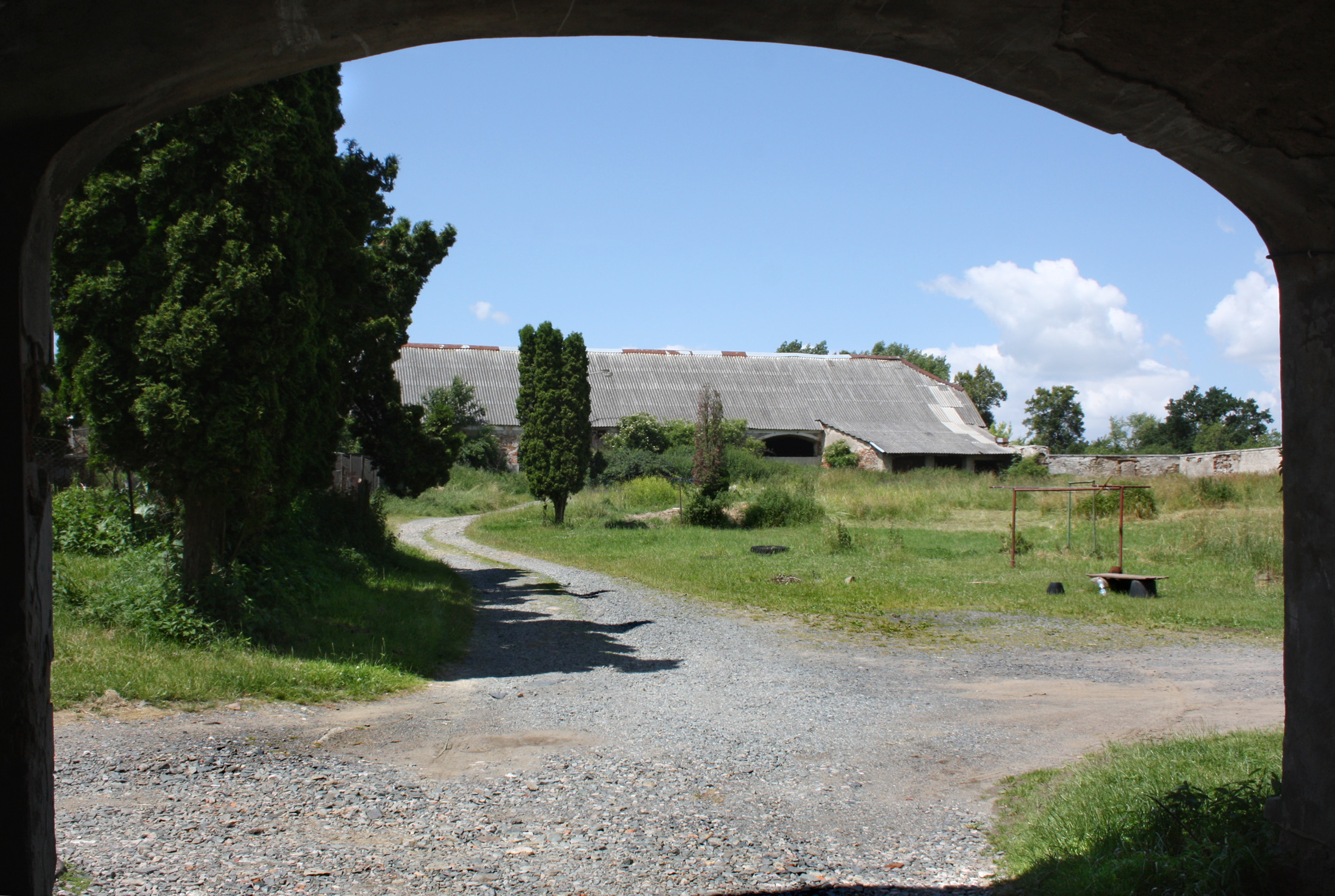
Průhled do dvora